# Журавлёв, Фёдор Иванович
Фёдор Иванович Журавлёв (22 июля 1916, Саларево, Архангельская губерния — 12 июля 1968) — советский городошник.

## Биография
Фёдор Журавлёв родился 22 июля 1916 года в деревне Саларево Шенкурского уезда Архангельской губернии (сейчас Вельского района Архангельская область).
Окончил Архангельское музыкальное училище по классу скрипки.
Участвовал в Великой Отечественной войне.
С 1930-х годов занимался городками. Выступал в соревнованиях за архангельский «Водник». В 1958 году завоевал золотую медаль чемпионата СССР в личном турнире, выбив 90 фигур 144 битами. В 1960 году стал чемпионом страны в командном турнире, неоднократно был призёром. В 1962 году завоевал бронзу чемпионата РСФСР в личном турнире.
Мастер спорта СССР (1955). Почётный мастер спорта СССР.
Более 10 лет преподавал в Архангельском музыкальном училище. Работал в симфоническом оркестре Архангельского драматического театра имени М. В. Ломоносова и эстрадном оркестре кинотеатра «Мир».
Умер 12 июля 1968 года. Похоронен на Вологодском кладбище Архангельска.
Награждён орденом Отечественной войны 2-й степени (28 мая 1945), медалью «За оборону Москвы».